# Trikameralismus
Trikameralismus nebo též trojkomorovost označuje typ parlamentu vytvořeného ze tří komor. Termín byl poprvé užit v souvislosti s jihoafrickým parlamentem vzniklým po přijetí ústavy z roku 1983. Dalším příkladem je státní model vytvořený Simónem Bolívarem. V současnosti žádná země neužívá trojkomorový parlament.
Někdy se však objevuje tvrzení, že Ústavní soud funguje jako třetí komora parlamentu České republiky. Ústavní soud však není nadán pravomocí pozitivního zákonodárství, i když jeho nálezy mají právní sílu klasického zákona. Ústavní soud je především negativním zákonodárcem a jeho hlavní funkcí je chránit ústavnost, což znamená, že může rušit zákony pro jejich rozpor s ústavou, či ústavní zákon ohrožující materiální jádro Ústavy, k čemuž poprvé došlo v kauze Melčák.

## Jižní Afrika
V roce 1983 vznikla nová ústava Jihoafrické republiky, která počítala se vznikem trojkomorového parlamentu. Tato ústava byla přijata v listopadu, kdy ji dvě třetiny bílých obyvatel schválily. Došlo tak ke vzniku parlamentu se třemi komorami, založenými na rasovém základě. Jeho vznik kritizovali jak zastánci apartheidu, tak i sami zástupci utlačovaných ras. Konzervativcům vadilo, že budou k moci přizváni i zástupci nebílého obyvatelstva, zatímco zástupcům černého obyvatelstva vadilo, že komory jim určené jsou fakticky bezmocné.
První komorou parlamentu byla Poslanecká sněmovna. Ta měla 178 členů, kterými byli běloši. Sněmovnu reprezentantů tvořilo 85 členů, kteří byli černé pleti. Poslední komorou byla Sněmovna delegátů. Ta měla 45 členů indického původu. Problémem bylo, že ústava z roku 1983 značně posílila moc prezidenta a to z velké části na úkor parlamentu. Zanikla pozice předsedy vlády, jehož pravomoci převzal právě prezident. Toho volilo kolegium volitelů tvořené 50 bělochy, 25 černochy a 13 Indy. Příslušníky každé z těchto skupin vybírala jejich komora. Další věcí bylo, že v případech sporu mezi jednotlivými komorami rozhodovala Prezidentská rada o 60 členech – 25 vybíral prezident, 20 Poslanecká sněmovna, 10 Sněmovna reprezentantů a 5 Sněmovna delegátů. V praxi to znamenalo, že Poslanecká sněmovna a prezident nemohli být nikdy přehlasováni.

## Ostrov Man
Tynwald, parlament ostrova Man je někdy označován za trojkomorový, což však není všeobecně přijímáno. Tynwald je složený z House of Keys a Legislative Council. Členové obou komor se však také setkávají na společných schůzích, což někteří započítávají jako třetí komoru.